# Camada de Ekman

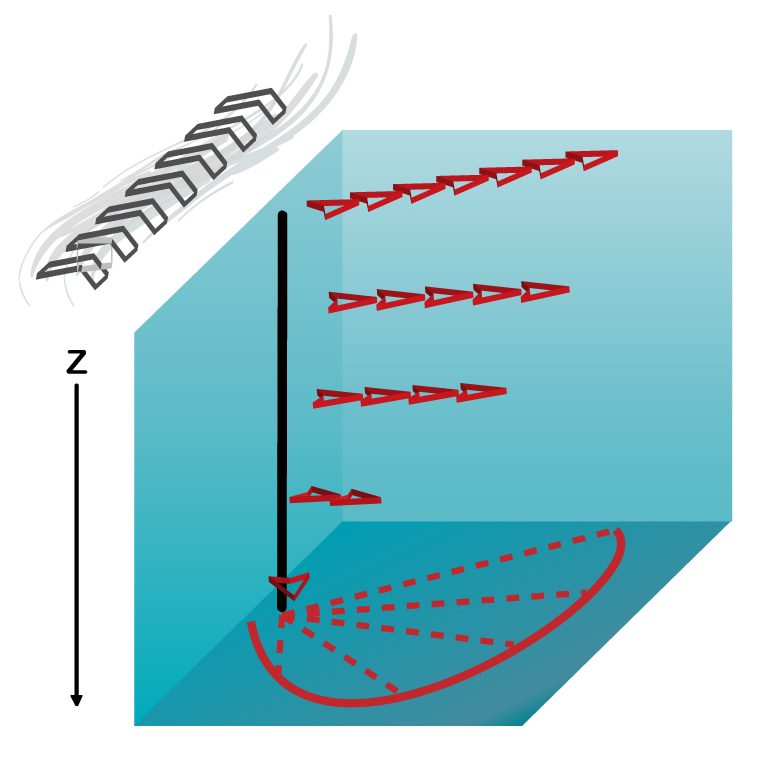
A camada de Ekman é a camada de fluido em que o fluxo é o resultado de um equilíbrio entre o gradiente de pressão, as forças de Coriolis e de arrasto turbulento. Na foto acima, o vento soprando do Norte cria uma tensão de superfície e uma espiral de Ekman resultante é encontrada abaixo dela na coluna de água.

A camada de Ekman é a camada em um fluido onde existe um equilíbrio de forças entre força de gradiente de pressão, força de Coriolis e arrasto turbulento. Foi descrita pela primeira vez por Vagn Walfrid Ekman.